# Red Steel 2
Red Steel 2 é um jogo eletrônico de tiro em primeira pessoa sendo produzido pela Ubisoft para o Wii. É a continuação do não tão bem sucedido jogo Red Steel.
Em Red Steel 2, será possível usar tanto armas de fogo como uma espada. O jogo se utilizará do Wii MotionPlus para poder recriar os golpes de espada desferidos pelo jogador com precisão.